# 巴塞隆納皇家造船廠
巴塞隆納皇家造船廠是一座於巴塞隆納伯爵佩拉二世（作為阿拉貢國王則是佩特羅三世）時期（13世紀後期）修建的造船廠，位於巴塞隆納，是哥特式建築。

## 历史
在皇家造船廠修建之前，巴塞隆納就已經有造船廠。皇家造船廠設立之後，這裡曾生產阿拉貢王國海軍用的槳帆船。1714年之後，造船廠改為兵舍，後又曾改為武器庫。1941年之後是巴塞隆納海洋博物館。博物館中近年進行了整修，並在2014年重新開業。

## 外部連結

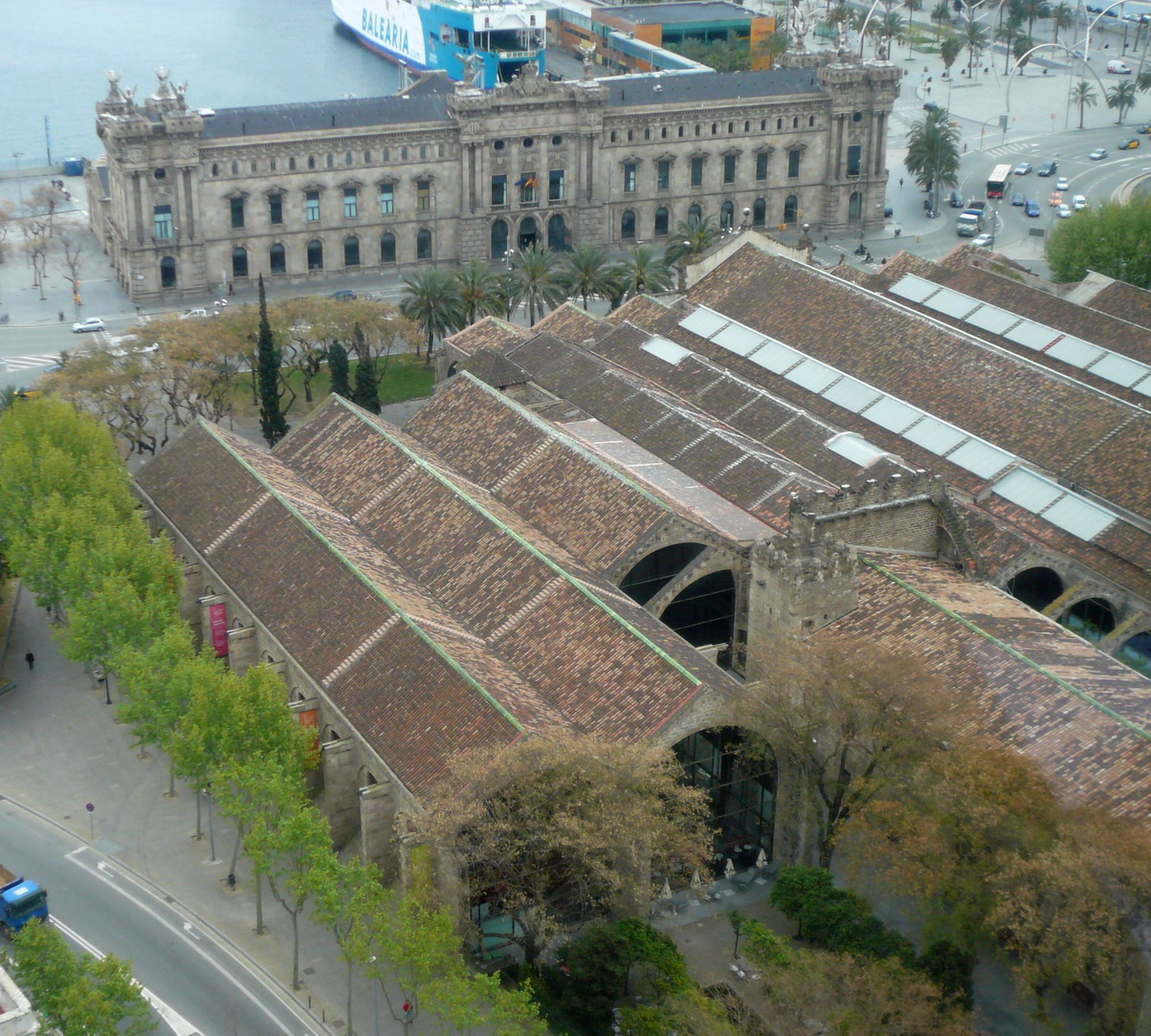

- Restoration of the Drassanes Reials （页面存档备份，存于） （文） （西班牙文）